# Лінкольн (округ Монро, Вісконсин)
Лінкольн (англ. Lincoln) — місто (англ. town) в США, в окрузі Монро штату Вісконсин. Населення — 793 особи (2020).

## Демографія
Згідно з переписом 2010 року, у місті мешкало 835 осіб у 332 домогосподарствах у складі 243 родин. Було 387 помешкань
Расовий склад населення:
| - 98,3 % — білих - 0,4 % — корінних американців - 0,4 % — азіатів - 0,1 % — чорних або афроамериканців |

До двох чи більше рас належало 0,6 %. Частка іспаномовних становила 0,4 % від усіх жителів.
За віковим діапазоном населення розподілялося таким чином: 24,8 % — особи молодші 18 років, 60,7 % — особи у віці 18—64 років, 14,5 % — особи у віці 65 років та старші. Медіана віку мешканця становила 44,0 року. На 100 осіб жіночої статі у місті припадало 110,3 чоловіків;  на 100 жінок у віці від 18 років та старших — 118,8 чоловіків також старших 18 років.
Середній дохід на одне домашнє господарство  становив 75 750 доларів США (медіана — 63 558), а середній дохід на одну сім'ю — 81 375 доларів (медіана — 69 583). Медіана доходів становила 42 917 доларів для чоловіків та 34 875 доларів для жінок. За межею бідності перебувало 4,3 % осіб, у тому числі 3,8 % дітей у віці до 18 років та 6,9 % осіб у віці 65 років та старших.
Цивільне працевлаштоване населення становило 478 осіб. Основні галузі зайнятості: освіта, охорона здоров'я та соціальна допомога — 17,8 %, виробництво — 17,4 %, сільське господарство, лісництво, риболовля — 16,9 %.